# Кувыково
Кувыково (баш. Кувыков) — село в Кушнаренковском районе Башкортостана, входит в состав Ахметовского сельсовета. Имеется магазин с безналичной оплатой. Рядом с селом находится озеро, р. Кармасан и р. Белая (Агидель). Работает библиотека и ООШ начальная школа, а также открыт ФАП. Проведен интернет.

## Население
| 2002 | 2009 | 2010 |
| ---- | ---- | ---- |
| 318  | ↗321 | ↘294 |

Национальный состав
Согласно переписи 2002 года, преобладающая национальность — русские (84 %).

## Географическое положение
Находится на левом берегу реки Кармасан.
Расстояние до:
- районного центра (Кушнаренково): 28 км,
- центра сельсовета (Ахметово): 27 км,
- ближайшей ж/д станции (Уфа): 60 км.

## Известные уроженцы
- Крашенинников, Фёдор Павлович (27 августа 1898 — 16 февраля 1979) — актёр Русского драматического театра Башкирии, член Союза театральных деятелей (1938), народный артист БАССР (1955)[5][6].